# Samy Naceri
Samy Naceri (pronunție în franceză [sami naseˈʁi]; născut Saïd Naceri, pe 2 iulie 1961) este un actor francez, cunoscut în special pentru rolul său din seria de filme Taxi.

## Premii și nominalizări
Câștigător

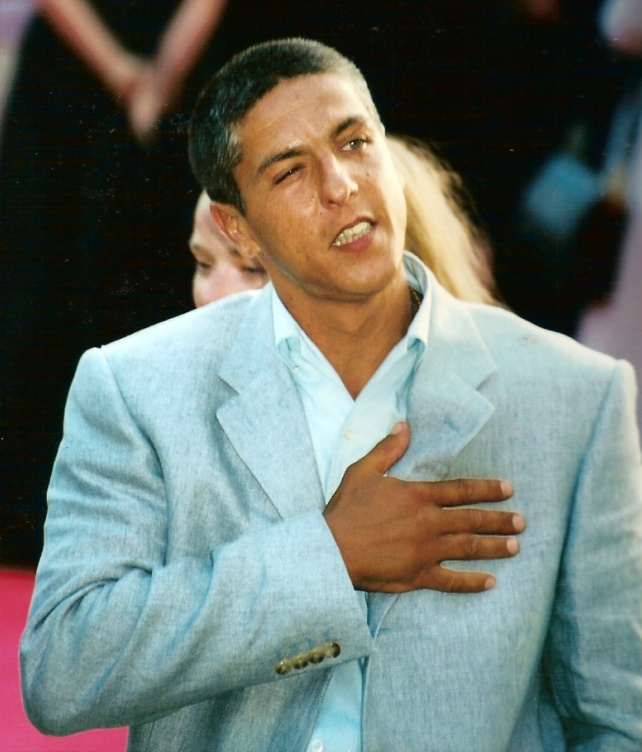
Samy Naceri la Festivalul de Film de la Cannes 2000

- 2006: Cel mai bun actor — Festivalul de Film de la Cannes
- 1995: Premiu special — Festivalul Internațional de Film de la Locarno
- 1995: Mențiune specială — Festival du Film de Paris

Nominalizat
- 1999: Cel mai promițător actor — Premiul Cesar

## Filmografie
- 1989 : La Révolution française; regizat de Robert Enrico și Richard T. Heffron (necreditat)
- 1994 : Léon; regizat de Luc Besson
- 1994 : Frères; regizat de Olivier Dahan
- 1995 : Coup de vice; regizat de Zak Fishman
- 1995 : Raï; regizat de Thomas Gilou
- 1996 : Malik le maudit; regizat de Youcef Hamidi
- 1996 : La Légende de Dede; regizat de Antonio Olivares
- 1997 : Bouge!; regizat de Jérôme Cornuau
- 1997 : Autre chose à foutre qu'aimer; regizat de Carole Giacobbi
- 1998 : Taxi; regizat de Gérard Pirès
- 1998 : Cantique de la racaille; regizat de Vincent Ravalec
- 1999 : Un pur moment de rock'n'roll; regizat de Manuel Boursinhac
- 1999 : Une pour toutes; regizat de Claude Lelouch
- 2000 : Taxi 2; regizat de Gérard Krawczyk
- 2000 : Là-bas, mon pays; regizat de Alexandre Arcady
- 2001 : Le Petit Poucet; regizat de Olivier Dahan
- 2001 : Nid de guêpes (The Nest); regizat de Florent-Emilio Siri
- 2001 : La Merveilleuse Odyssée de l'idiot toboggan; regizat de Vincent Ravalec
- 2001 : La Repentie; regizat de Laetitia Masson
- 2001 : Féroce; regizat de Gilles de Maistre
- 2002 : La Mentale; regizat de Manuel Boursinhac
- 2002 : Concerto pour un violon; regizat de Gilles de Maistre
- 2002 : Disparu; regizat de Gilles de Maistre
- 2002 : Tapis volant; regizat de Youcef Hamidi
- 2003 : Taxi 3; regizat de Gérard Krawczyk
- 2003 : Finding Nemo; regizat de Andrew Stanton (vocea țestoasei marine Crush din versiunea franceză dublată)
- 2004 : Bab el web; regizat de Merzak Allouache
- 2006 : Indigènes; regizat de Rachid Bouchareb
- 2007 : Taxi 4; regizat de Gérard Krawczyk
- 2008 : Des poupées et des anges; regizat de Nora Hamidi
- 2012 : Ce que le jour doit à la nuit; regizat de Alexandre Arcady
- 2013 : Tip Top; regizat de Serge Bozon
- 2013 : Voyage sans retour; regizat de François Gérard

Ca producător
- 2002 : Disparu